# Aquila TI
| TI ist das Kürzel für den Kanton Tessin in der Schweiz. Es wird verwendet, um Verwechslungen mit anderen Einträgen des Namens Aquila zu vermeiden. |

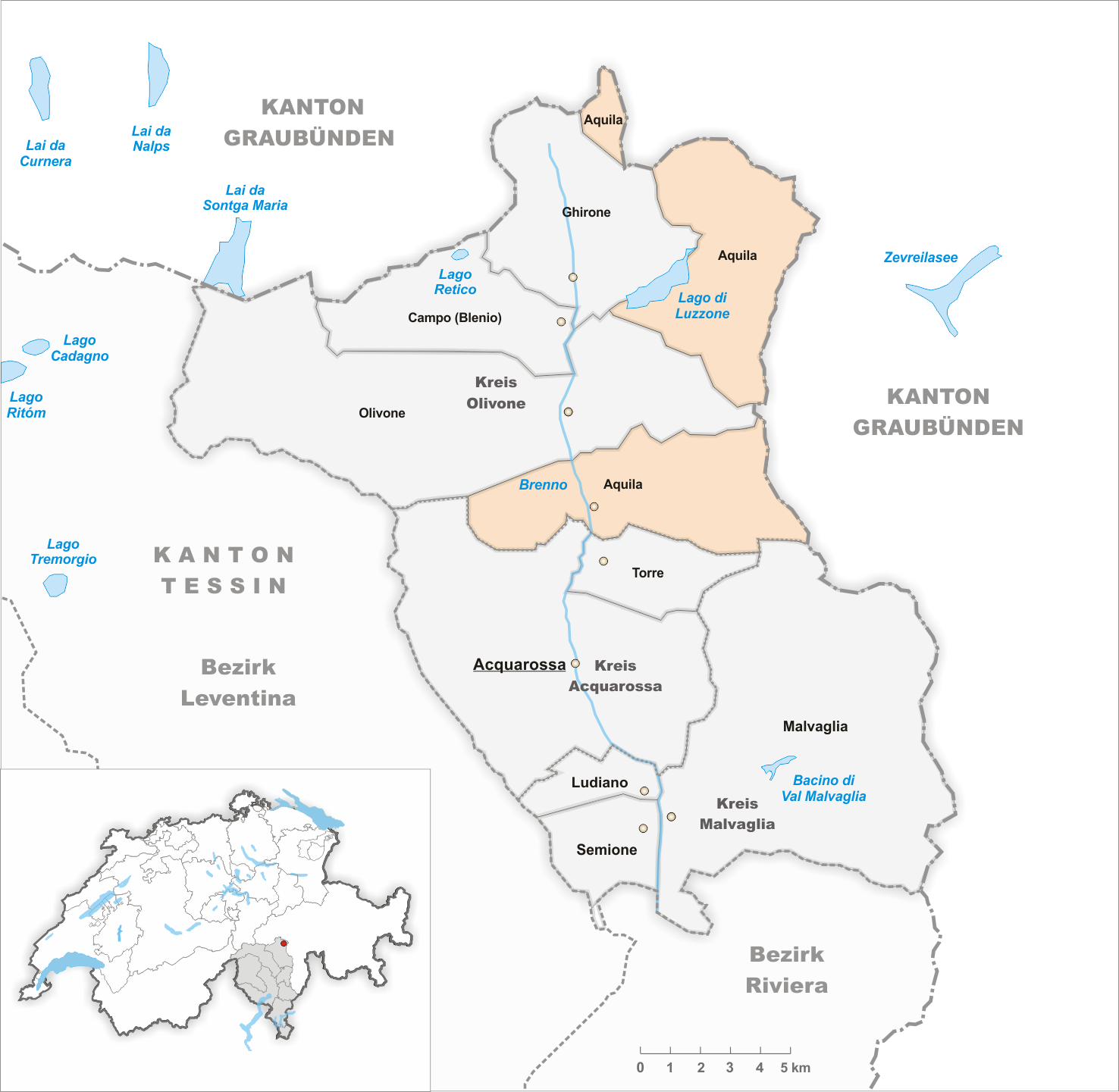
Gemeindestand vor der Fusion am 22. Oktober 2006

Aquila ist eine Ortschaft und war bis zur Zwangsfusion durch das Bundesgericht im Herbst 2006 eine selbständige politische Gemeinde im Kreis Olivone, im Bezirk Blenio des Kantons Tessin in der Schweiz.

## Geographie
Das Dorf liegt auf 789 m ü. M. im Bleniotal, am West-Abhang der Colma (2488 m ü. M.) und am linken Ufer des Brenno, 19 km nördlich der Station Biasca der Gotthardbahn und an der Strasse Biasca-Olivone. Zur früheren Gemeinde Aquila gehörten, neben dem Hauptort, die Weiler Dangio, Grumarone, Pinaderio, Ponto Aquilesco sowie eine Reihe von Maiensässen am Hang der Punta di Larescia und im Val Soia, das von Dangio aus nach Osten abzweigt. Auch der heute verschwundene Weiler Angerio lag laut einer Urkunde von 1281 in der politischen und Kirchgemeinde Aquila. Das Territorium umfasste zwei Exklaven – Gebiete, die Aquila bei der Abspaltung von Ghirone behielt. In der grösseren Exklave liegt ein Teil des Lago di Luzzone.
Aquila grenzte an die folgenden, von Südosten aus im Uhrzeigersinn aufgezählten Gemeinden: Serravalle, Torre, Acquarossa, Olivone und Ghirone im Kanton Tessin sowie Medel (Lucmagn), Vrin und Vals im Kanton Graubünden.

## Geschichte
Das Dorf wurde 1196 als Aquili erstmals erwähnt. Im Mittelalter teilte Aquila die Geschichte des Bleniotals. Um 1200 gehörte auch die Nachbarschaft Ghirone zu Aquila. Die 1853 bei der Trennung in zwei Gemeinden festgelegten Grenzen blieben bis zur Fusion bestehen. Anfangs des 13. Jahrhunderts verbanden und empörten sich die Einwohner von Olivone und Aquila, da sie sich durch die Unterwerfung der ambrosianischen Täler unter Rodolfo Orelli von Locarno in ihrer Selbständigkeit bedroht glaubten. Der hartnäckige Kampf wurde am 1. November 1213 durch die Schiedsprüche der Freiherren Albert und Heinrich von Belmont beendet; sie mussten die Gerichtsbarkeit der Capitanei von Locarno anerkennen. 1219 wurde Aquila mit den meisten Nachbarschaften des Bleniotales in einen Prozess gegen diese Capitanei verwickelt.
Die Abtrennung der Bürgergemeinden erfolgte 1914. Eine wichtige Einnahmequelle stellte die Auswanderung in europäische Länder dar (Schokoladenhersteller, Kellner, Dienstboten).
Die vom Kantonsparlament am 25. Januar 2005 beschlossene Fusion der fünf Gemeinden des oberen Talabschnitts stiess in Aquila, das selbstständig bleiben wollte, auf Widerstand. Nachdem das Bundesgericht die Beschwerde der Gemeinde am 18. April 2006 abgewiesen hatte, wurde die ursprünglich per Frühjahr 2006 geplante Fusion zur Gemeinde Blenio Tatsache. Am 22. Oktober 2006 wurde Aquila mit Campo (Blenio), Ghirone, Olivone und Torre zur neuen Gemeinde Blenio fusioniert.
Aquila bildet aber nach wie vor die eigenständige Bürgergemeinde Patriziato Generale di Aquila, Torre, Lottigna.

## Bevölkerung
Einwohnerzahlen: Volkszählungsdaten
Zahlen bis 1769 inkl. Buttino/Zahl für 1824 inkl. Ghirone
Der starke Bevölkerungsrückgang zwischen 1960 und 1970 ist auf die Schliessung der Schokoladenfabrik Cima-Norma im benachbarten Torre zurückzuführen.

Luftbild (1953)

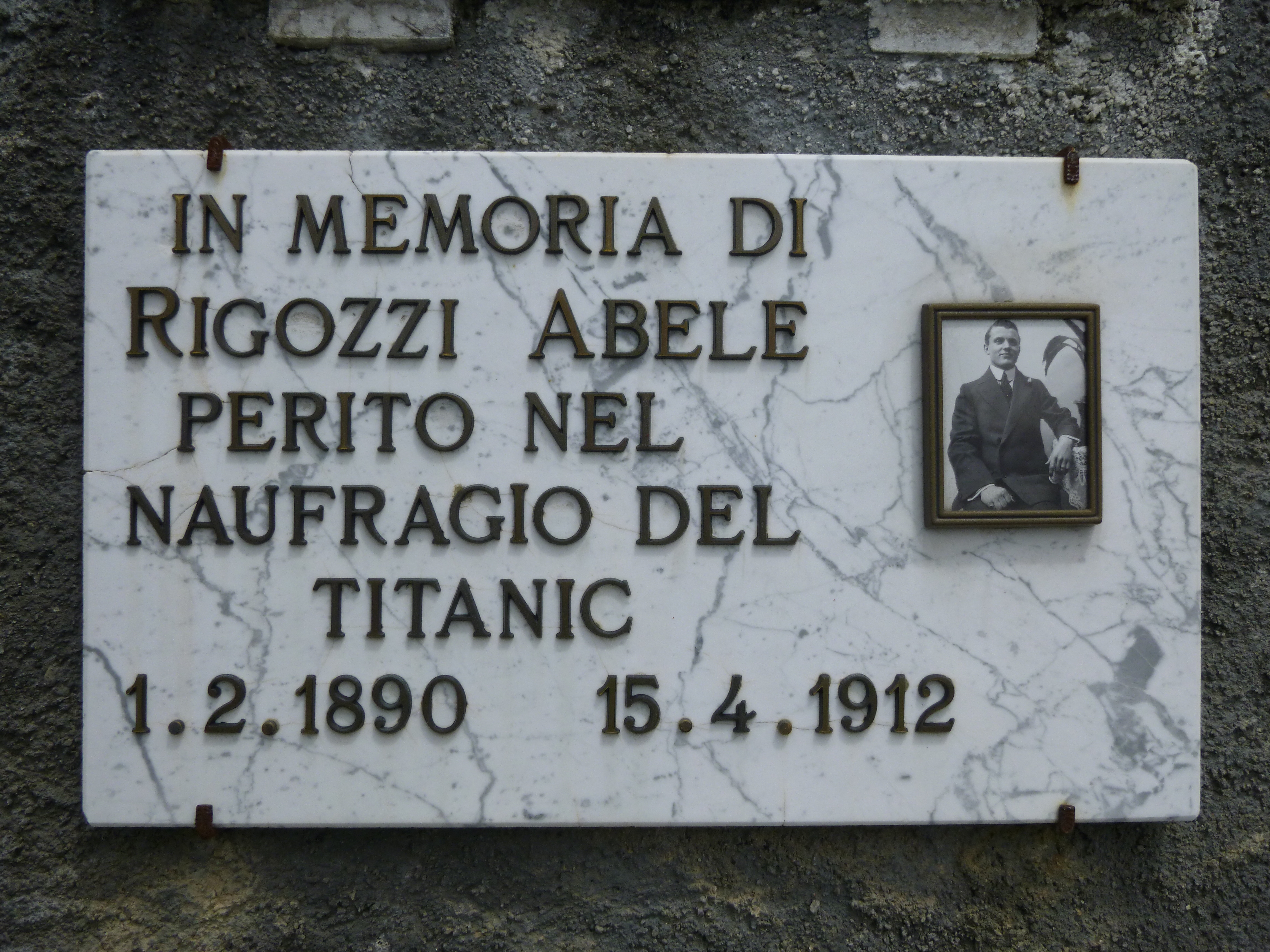
Gedenken an Abele Rigozzi aus Aquila auf dem Friedhof. Er arbeitete 1912 als Kellner auf der Titanic.

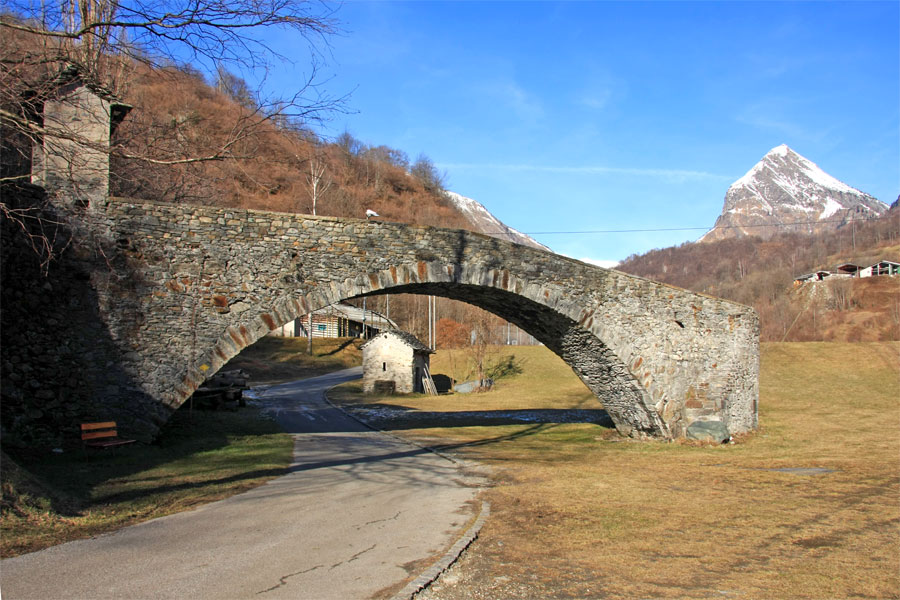
Ponte Romano

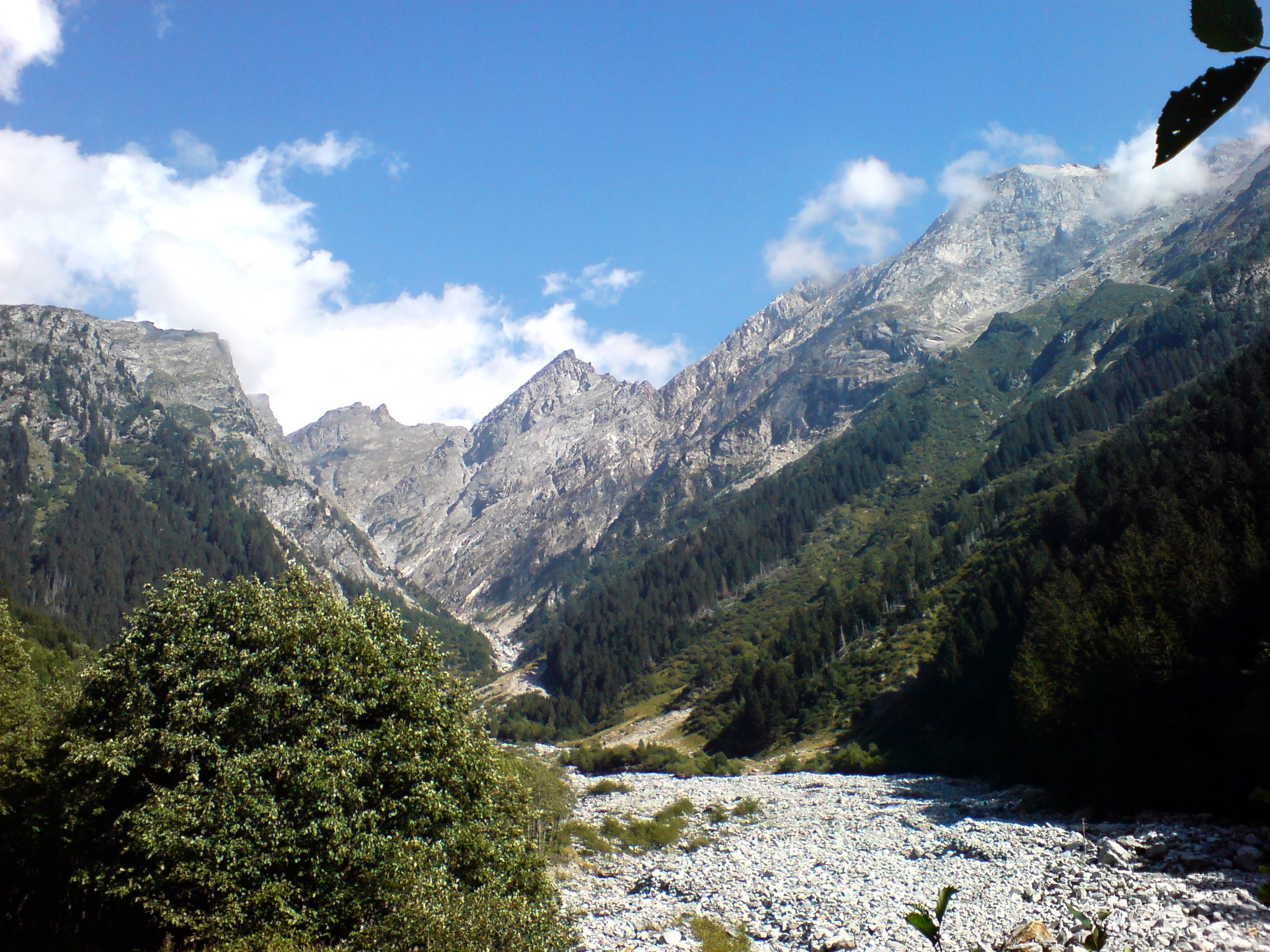
Val Soia

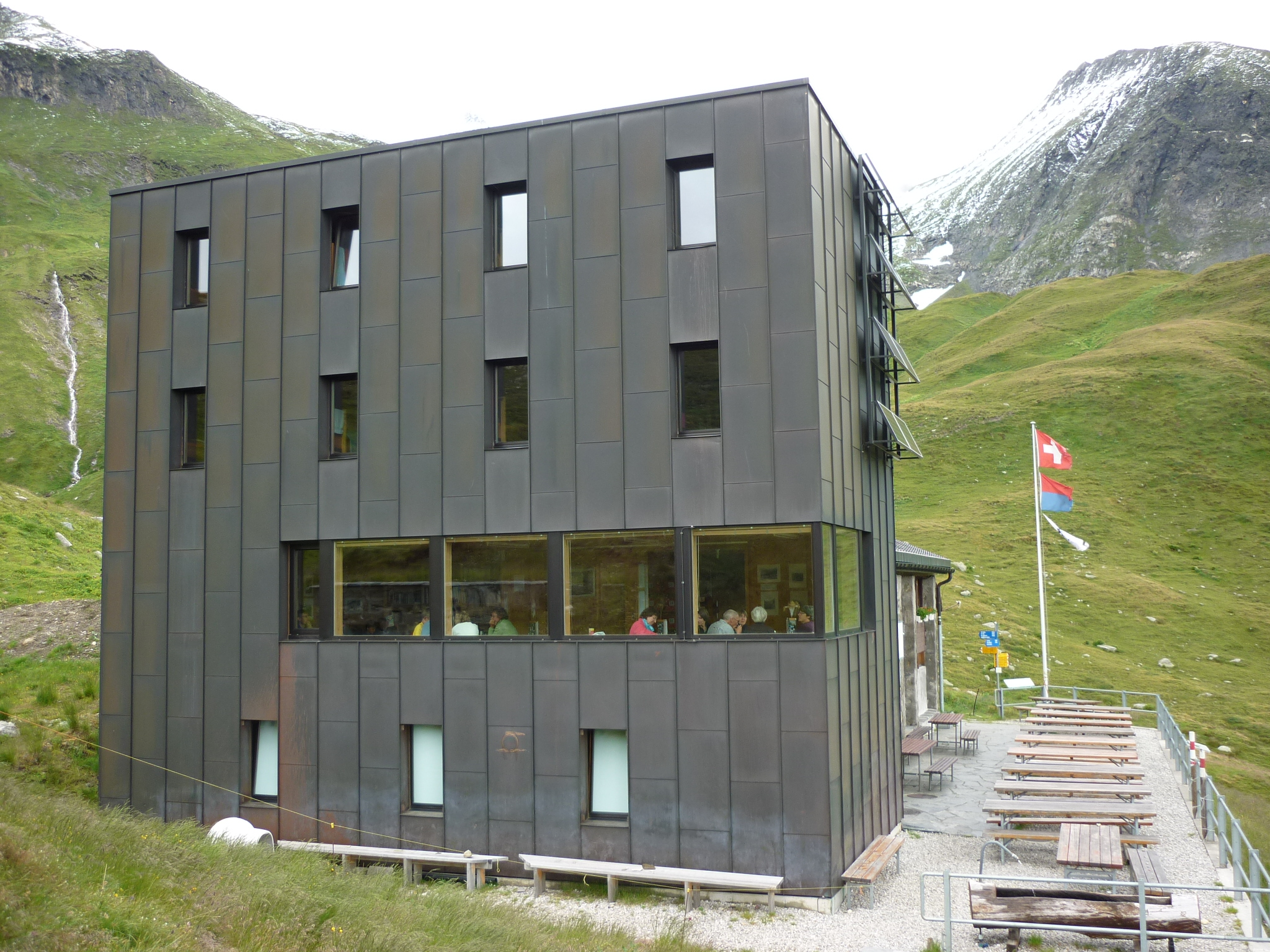
Motterasciohütte (Capanna Michela)

## Sehenswürdigkeiten
Das Dorfbild von Dangio ist im Inventar der schützenswerten Ortsbilder der Schweiz (ISOS) als schützenswertes Ortsbild der Schweiz von nationaler Bedeutung eingestuft.
- Pfarrkirche San Vittore Mauro, am 1. Oktober 1213 erwähnt. Das gegenwärtige Gebäude stammt von 1730 und wurde am 13. Mai 1895 neu geweiht. Der spätgotische Turm, der noch zur alten Kirche gehörte, wurde 1641[10] um zwei Stockwerke erhöht.[11] Wandmalereien von Carlo Martino Biucchi (1702–1772) von 1732 und Tommaso Calgari von 1870[12]
- Wohnhaus Domenico Domenichetti mit Fresko Deposizione con i Santi Carlo Borromeo e Francesco d’Assisi des Malers Lorenzo Peretti aus Buttogno[13]
- Im Ortsteil Cresedo: ein Patrizierhaus mit Fresken von Johann Jakob Riegg (1695–1731)[11][14]
- Der 1461 erbaute sogenannte Ponte Romano gilt als eine der ältesten Steinbrücken der Schweiz[11]
- Im Ortsteil Dangio: Kirche Sant’Ambrogio, in der heutigen Form von 1742[11]
- Schalenstein im Ortsteil Döö (890 m ü. M.)[15]
- Schalenstein (Zeichenstein) an der Grenze der ehemaligen Gemeinden Torre TI und Malvaglia im Ortsteil Cadabi (2580 m ü. M.)[16]
- Greina-Ebene[17]

## Veranstaltungen
- Die historischen Milizen im Bleniotal[18]

## Sport
- Football Club Aquila[19]

## Persönlichkeiten
- Giovan Domenico Cima (* um 1510 in Aquila; † um 1570 in Lottigna), Militär, Oberst in Sardinien in spanischen Diensten, Landvogtstatthalter von Blenio 1568. Er baute und schenkte das Haus della Giustizia in Lottigna, die Residenz des Vogts von Blenio[20][21]
- Johann Jakob Riegg (* 1678 in Disentis/Mustér; † 1731 ebenda), Maler, bemalte in einem der Patrizierhäuser in Aquila die Holzdecke, die jener in Malvaglia ähnlich ist[22][23]
- Giovan Battista Vittore Aquilino Degiorgi (* 29. Januar 1733 in Aquila; † 1780/1790 in Wien), Kunstmaler, Autor von Fresken in mehreren Kirchen und Kapellen in und um Aquila[24][25]
- Domenico Degiorgi (* 18. August 1787 in Aquila; † nach 1814 in Bissone ?), von Aquila, Advokat, Mitglied der provisorischen, aus der Revolution von Giubiasco von 1814 hervorgegangenen Regierung[26]
- Aquilino Ganna (* 1800 in Aquila; † 1845 ebenda), Künstler, Maler. Student an der Accademia di Belle Arti di Brera in Mailand. Er schuf Porträts und sakrale Darstellungen, Arbeiten auf Papier, Holz, Elfenbein und Pergament[27]
- Ludovico Aquilino Maestrani (* 26. Januar 1814 in Aquila; † 11. Juni 1880 in St. Gallen), Unternehmer, Gründer der Schokoladefabrik Maestrani[28][29]
- Antonio Cima (* 3. Mai 1942 in Dangio), Lautenfabrikant und Mitglied der Vox Blenii[30]
- Michel Buzzi (* 1948 in Aquila), Liedermacher
- Gerardo Rigozzi (* 1951 in Aquila), Gemeindepräsident von Bedano, ehemaliger Direktor der Kantonsbibliothek Lugano
- Davide Buzzi (* 31. Dezember 1968 in Aquila), Liedermacher und Schriftsteller[31]

## Einzelnachweise

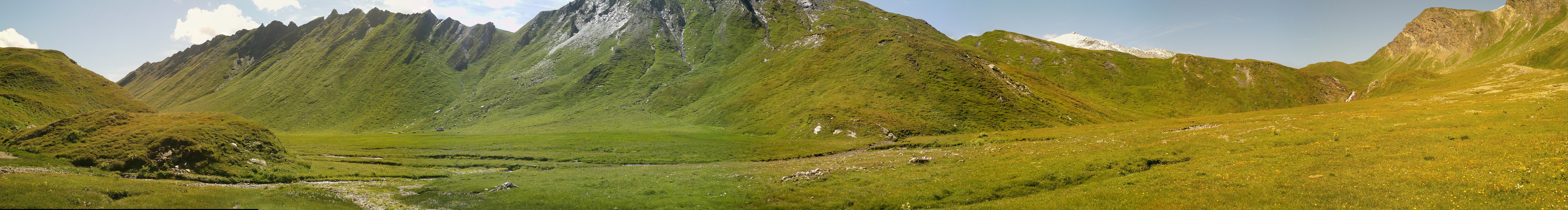
Greina Ebene